# Kentropyx lagartija
Kentropyx lagartija — вид ящірок родини теїдових (Teiidae). Ендемік Аргентини.

## Поширення й екологія
Kentropyx lagartija мешкають на північному заході Аргентини, від Тукумана до Північної Сальти. Вони живуть у вологих саванах Чако, на піщаних берегах річок, слабо порослих травою, чагарниками й деревами. Відкладають яйця.